# 한국인의 식판
《한국인의 식판》는 대한민국의 JTBC에 방송하는 리얼리티 버라이어티 프로그램이다.

## 출연진

### 고정 멤버
- 이연복
- 김민지 (영양사)
- 허경환 (1회 ~ 4회, 7회 ~ 22회)
- 남창희

### 게스트
- 주헌 (몬스타엑스) (1회 ~ 6회)
- 홍진경 (1회 ~ 6회)
- 이홍운[1] (5회 ~ 6회, 15회 ~ 22회)
- 피터 빈트 (1회 ~ 6회)
- 한예리 (7회 ~ 14회)
- 오스틴 강 (7회 ~ 22회)
- 크리스 존슨 (7회 ~ 14회)

## 에피소드 목록
| 순 | 회차    | 방송일                                    | 나라 방문지                                           |
| -- | ------- | ----------------------------------------- | ----------------------------------------------------- |
| 1  | 1~2회   | 2023년 3월 25일 4월 1일                   | 영국 울버햄튼 원더러스                                |
| 2  | 3~4회   | 2023년 4월 8일 4월 15일                   | 영국 옥스퍼드 대학교                                  |
| 3  | 5~6회   | 2023년 4월 22일 4월 29일                  | 영국 퀸 엘리자베스 스쿨                               |
| 4  | 7~10회  | 2023년 5월 6일 5월 13일 5월 20일 5월 27일 | 미국 토마스 제퍼슨 초등학교                           |
| 5  | 10~11회 | 2023년 5월 27일 6월 3일                   | 미국 캘리포니아 주 렉싱턴 중학교                      |
| 6  | 11~12회 | 2023년 6월 3일 6월 10일                   | 미국 캘리포니아 주 얼바인 시                          |
| 7  | 13~14회 | 2023년 6월 17일 6월 24일                  | 미국 캘리포니아 주 LACC(Los Angeles City College)     |
| 8  | 15~16회 | 2023년 7월 29일 8월 5일                   | 이탈리아 토스카나 주 니포짜노 와이너리                |
| 9  | 17~18회 | 2023년 8월 12일 8월 19일                  | 이탈리아 에밀리아로마냐 주 파르마 시 알마국제요리학교 |
| 10 | 19~20회 | 2023년 8월 26일 9월 2일                   | 독일 프랑크푸르트 시 태양의 서커스 공연장             |
| 11 | 21~22회 | 2023년 9월 9일 9월 16일                   | 독일 마가레테 슈타이프 초등학교                       |

## 참고 사항
- 매주 토요일 저녁 시간대, 공백 10개월 만에 본방송.
- 큰 호평에도 평균 시청률은 2% 유지되었다.